# Зароща (река)
Зароща — река в России, протекает по Мценскому району Орловской области. Правый приток Зуши.

## География
Берёт начало у деревни Бастыево, течёт на запад. На реке расположены деревни Верхняя Зароща и Нижняя Зароща. Устье реки находится к северу от города Мценска в 32 км по правому берегу реки Зуши. Длина реки составляет 11 км.

## Данные водного реестра
По данным государственного водного реестра России относится к Окскому бассейновому округу, водохозяйственный участок реки — Ока от города Орёл до города Белёв, речной подбассейн реки — бассейны притоков Оки до впадения Мокши. Речной бассейн реки — Ока.
Код объекта в государственном водном реестре — 09010100212110000018469.